# Kolarstwo na Letnich Igrzyskach Olimpijskich 2020 – wyścig BMX mężczyzn
Wyścig mężczyzn podczas Letnich Igrzyskach Olimpijskich 2020 rozegrany został między 29 a 30 lipca na torze Tor BMX w Ariake.

## Format
Zawodnicy rywalizowały w ćwierćfinałach z których każdy obejmował trzy biegi, w których za każde miejsce przyznawane były punkty (za 1. miejsce 1 punkt, za 2. miejsce 2 punkty itd.). Pierwsze cztery zawodniczki z każdego ćwierćfinału awansowały do półfinału. Półfinały zostały rozegrane wg tej samej formuły co ćwierćfinały. Finał obejmował jeden bieg.

## Terminarz
Wszystkie godziny podane są w czasie tokijskim (UTC+09:00).
| Data          | Godzina |              |
| ------------- | ------- | ------------ |
| 29 lipca 2021 | 10:00   | Ćwierćfinały |
| 30 lipca 2021 | 10:45   | Półfinały    |
| 30 lipca 2021 | 12:35   | Finał        |

## Wyniki

### Ćwierćfinały

#### Ćwierćfinał 1
| Pozycja | Zawodnik           | Bieg 1     | Bieg 2     | Bieg 3     | Suma punktów | Uwagi |
| ------- | ------------------ | ---------- | ---------- | ---------- | ------------ | ----- |
| 1       | Sylvain André      | 40,436 (1) | 40,131 (1) | 40,294 (1) | 3            | Q     |
| 2       | Kye Whyte          | 41,012 (3) | 40,201 (2) | 40,983 (4) | 9            | Q     |
| 3       | Romain Mahieu      | 40,701 (2) | 40,603 (3) | 40,996 (5) | 10           | Q     |
| 4       | Corben Sharrah     | 41,408 (4) | 41,222 (5) | 40,537 (2) | 11           | Q     |
| 5       | Yoshitaku Nagasako | 41,862 (5) | 40,984 (4) | 40,851 (3) | 12           |       |
| 6       | Alex Limberg       | 46,005 (6) | 50,119 (6) | 44,773 (6) | 18           |       |

#### Ćwierćfinał 2
| Pozycja | Zawodnik       | Bieg 1     | Bieg 2     | Bieg 3     | Suma punktów | Uwagi |
| ------- | -------------- | ---------- | ---------- | ---------- | ------------ | ----- |
| 1       | Niek Kimmann   | 40,681 (2) | 40,249 (1) | 39,932 (1) | 4            | Q     |
| 2       | Twan van Gendt | 40,555 (1) | 40,477 (2) | 40,258 (2) | 5            | Q     |
| 3       | Renato Rezende | 40,980 (3) | 40,983 (4) | 40,705 (3) | 10           | Q     |
| 4       | Nicolás Torres | 41,243 (4) | 40,527 (3) | 42,525 (6) | 13           | Q     |
| 5       | Helvijs Babris | 41,529 (5) | 41,710 (5) | 42,490 (5) | 15           |       |
| 6       | James Palmer   | 41,708 (6) | 41,971 (6) | 41,167 (4) | 16           |       |

#### Ćwierćfinał 3
| Pozycja | Zawodnik              | Bieg 1     | Bieg 2     | Bieg 3       | Suma punktów | Uwagi |
| ------- | --------------------- | ---------- | ---------- | ------------ | ------------ | ----- |
| 1       | Joris Daudet          | 40,570 (1) | 40,207 (1) | 39,911 (1)   | 3            | Q     |
| 2       | Joris Harmsen         | 40,698 (2) | 40,327 (2) | 40,463 (2)   | 6            | Q     |
| 3       | Tore Navrestad        | 41,122 (3) | 40,768 (3) | 41,395 (3)   | 9            | Q     |
| 4       | Vincent Pelluard      | 41,479 (5) | 41,675 (5) | 41,452 (4)   | 14           | Q     |
| 5       | Simon Marquart        | 41,274 (4) | 41,675 (4) | 1:25,514 (6) | 14           |       |
| 6       | Jewgienij Kleszczenko | 42,432 (6) | 41,912 (6) | 42,337 (5)   | 17           |       |

#### Ćwierćfinał 4
| Pozycja | Zawodniczka     | Bieg 1       | Bieg 2     | Bieg 3     | Suma punktów | Uwagi |
| ------- | --------------- | ------------ | ---------- | ---------- | ------------ | ----- |
| 1       | Connor Fields   | 40,887 (2)   | 41,084 (1) | 40,138 (1) | 4            | Q     |
| 2       | David Graf      | 40,459 (1)   | 41,473 (2) | 40,436 (3) | 6            | Q     |
| 3       | Carlos Ramírez  | 42,164 (4)   | 41,620 (3) | 40,801 (4) | 11           | Q     |
| 4       | Alfredo Campo   | 1:09,531 (6) | 41,941 (4) | 40,329 (2) | 12           | Q     |
| 5       | Giacomo Fantoni | 41,576 (3)   | 42,766 (6) | 40,979 (5) | 14           |       |
| 6       | Anthony Dean    | 1:00,186 (5) | 42,750 (5) | 42,251 (6) | 16           |       |

### Półfinały

#### Półfinał 1
| Pozycja | Zawodnik         | Bieg 1     | Bieg 2     | Bieg 3       | Suma punktów | Uwagi |
| ------- | ---------------- | ---------- | ---------- | ------------ | ------------ | ----- |
| 1       | Romain Mahieu    | 40,265 (1) | 40,293 (2) | 40,244 (1)   | 4            | Q     |
| 2       | Carlos Ramírez   | 41,207 (4) | 41,005 (4) | 41,281 (2)   | 10           | Q     |
| 3       | Sylvain André    | 40,695 (2) | 40,490 (3) | 1:09,511 (6) | 11           | Q     |
| 4       | Connor Fields    | 40,762 (3) | 40,270 (1) | DNF (8)      | 12           | Q     |
| 5       | Nicolás Torres   | 41,693 (5) | 41,014 (5) | 41,360 (3)   | 13           |       |
| 6       | Vincent Pelluard | 42,002 (6) | 41,422 (6) | 42,250 (5)   | 17           |       |
| 7       | Joris Harmsen    | 42,978 (7) | 42,265 (7) | 41,801 (4)   | 18           |       |
| 8       | Twan van Gendt   | 56,692 (8) | 42,315 (8) | 1:51,080 (7) | 23           |       |

#### Półfinał 2
| Pozycja | Zawodnik       | Bieg 1     | Bieg 2       | Bieg 3     | Suma punktów | Uwagi |
| ------- | -------------- | ---------- | ------------ | ---------- | ------------ | ----- |
| 1       | Niek Kimmann   | 39,981 (1) | 40,023 (3)   | 39,352 (2) | 6            | Q     |
| 2       | Kye Whyte      | 40,769 (3) | 40,076 (4)   | 39,299 (1) | 8            | Q     |
| 3       | Joris Daudet   | 41,141 (4) | 39,629 (1)   | 39,924 (3) | 8            | Q     |
| 4       | Alfredo Campo  | 40,442 (2) | 39,738 (2)   | 40,173 (4) | 8            | Q     |
| 5       | David Graf     | 41,645 (6) | 1:15,178 (7) | 40,462 (5) | 18           |       |
| 6       | Tore Navrestad | 41,648 (7) | 40,302 (5)   | 40,722 (6) | 18           |       |
| 7       | Renato Rezende | 41,561 (5) | 1:28,740 (8) | 40,992 (7) | 20           |       |
| 8       | Corben Sharrah | 42,208 (8) | 40,994 (6)   | 43,532 (8) | 22           |       |

### Finał
| Pozycja | Zawodnik       | Czas   |
| ------- | -------------- | ------ |
| złoto   | Niek Kimmann   | 39,053 |
| srebro  | Kye Whyte      | 39,167 |
| brąz    | Carlos Ramírez | 40,572 |
| 4.      | Sylvain André  | 40,676 |
| 5.      | Alfredo Campo  | 40,705 |
| 6.      | Romain Mahieu  | 41,952 |
| 7.      | Joris Daudet   | DNF    |
| 8.      | Connor Fields  | DNS    |